# If or…
『If or…』（イフ オア）は、関ジャニ∞の村上信五が作・演出・出演全てをセルフプロデュースする一人舞台シリーズ。2009年の初演以後、10周年を迎えた2018年まで毎年上演されていた。2020年には、一夜限りの生配信公演として再演された。

## 概要
本シリーズは、タイトル通り、「もしも村上が○○だったら…」という設定のもと、殺陣やダンスにコントなど様々なパフォーマンスなど、多彩なエンターテインメントの要素を用いて毎年新しい演目に挑戦、1人舞台の可能性の限界を超えようとしている意欲的な舞台。
初演が決まった際に、村上は「誰でもこれまでたくさんのことを判断して選択してきたからこそ今がある。だから今を大事にしようって思う。今が一番いいかなって思う」とコメントした。
シリーズ10周年である『-Ⅹ』の千秋楽をもって、通算公演回数300回を迎え、これをひとつの節目とし、充電期間をおくと発表した。
『-Ⅹ』のみ、通販限定でDVD化がされている。同作には、第1作から第9作までのダイジェスト映像も収録されている。
2020年7月24日には『If or…NEO』が、『-Ⅹ』から約2年半の充電期間を経て、一夜限りの生配信公演として再演された。同公演はシリーズ同様東京グローブ座で上演された。
ほぼ全ての公演を東京公演は東京グローブ座、大阪公演はサンケイホールブリーゼで上演されている（※詳細は本項「#公演日程」を参照）。
『-Ⅹ』の翌年の2019年からは、本舞台タイトルの「If（もし）」が掛かった『もしも塾』と題した舞台を上演している。同舞台も村上がプロデュースをしているが、事務所の後輩をメインとした舞台となっている。

## キャスト
- 作・演出・出演：村上信五（関ジャニ∞）[2][注 2]

## 公演日程
| 回   | 公演年 | 公演日程          | 公演会場                         |
| ---- | ------ | ----------------- | -------------------------------- |
| 初演 | 2009年 | 1月10日 - 25日    | 東京グローブ座（東京都）         |
| 初演 | 2009年 | 1月28日 - 2月3日  | シアター・ドラマシティ（大阪府） |
| II   | 2010年 | 2月5日 - 12日     | サンケイホールブリーゼ（大阪府） |
| II   | 2010年 | 2月16日 - 3月3日  | 東京グローブ座（東京都）         |
| Ⅲ    | 2011年 | 2月5日 - 11日     | サンケイホールブリーゼ（大阪府） |
| Ⅲ    | 2011年 | 2月15日 - 3月2日  | 東京グローブ座（東京都）         |
| Ⅳ    | 2012年 | 2月4日 - 11日     | サンケイホールブリーゼ（大阪府） |
| Ⅳ    | 2012年 | 2月17日 - 3月4日  | 東京グローブ座（東京都）         |
| Ⅴ    | 2013年 | 2月10日 - 17日    | サンケイホールブリーゼ（大阪府） |
| Ⅴ    | 2013年 | 2月22日 - 3月10日 | 東京グローブ座（東京都）         |
| Ⅵ    | 2014年 | 3月9日 - 16日     | サンケイホールブリーゼ（大阪府） |
| Ⅵ    | 2014年 | 3月21日 - 4月6日  | 東京グローブ座（東京都）         |
| Ⅶ    | 2015年 | 2月8日 - 16日     | サンケイホールブリーゼ（大阪府） |
| Ⅶ    | 2015年 | 2月20日 - 3月8日  | 東京グローブ座（東京都）         |
| Ⅷ    | 2016年 | 2月21日 - 3月13日 | 東京グローブ座（東京都）         |
| Ⅷ    | 2016年 | 3月18日 - 23日    | サンケイホールブリーゼ（大阪府） |
| Ⅸ    | 2017年 | 2月19日 - 26日    | サンケイホールブリーゼ（大阪府） |
| Ⅸ    | 2017年 | 3月2日 - 20日     | 東京グローブ座（東京都）         |
| Ⅹ    | 2018年 | 2月18日 - 25日    | サンケイホールブリーゼ（大阪府） |
| Ⅹ    | 2018年 | 3月1日 - 18日     | 東京グローブ座（東京都）         |
| NEO  | 2020年 | 7月24日           | 東京グローブ座（東京都）         |

## 公演内容
- 特記を除き全て出典[2]を参照。
- 主なコーナーのみ

### If or… (初演)
概要
シリーズ第1作。
コーナー
- もしも村上が他のグループだったら
  - KAT-TUN、嵐の衣裳などで登場。

- もしも村上が歴史教師だったら
  - ジャニーズネタで年号のゴロ合わせを披露。

- M1（ムラカミワン）グランプリ
  - デビュー当時からの写真を対決させる。

- ピアノ生演奏
  - 「戦場のメリークリスマス」を披露。

- もしも村上がグラビアアイドルだったら
  - 映像。女装姿を披露。

### If or…II F〜M
概要
シリーズ第2作
読みは「イフ オア ツー エフ～エム」
コーナー
- 世にも奇妙な村上君（SE／パントマイム）
  - パントマイムを特訓し披露。

- 世にも奇妙な村上君（うしろうしろ）
  - 村上の背後（映像）で何かが起こる。

- Jの公式
  - 前回の「歴史教師」に続く教師シリーズ。

- Story of If
  - 1人3役を演じ上げる。

- If or ニュース JAPAN
  - 映像。滝川クリステルに扮する。

### If or…III
概要
シリーズ第3作。
コーナー
- 戦場の穴
  - 関ジャニ∞メンバーに扮して登場。映像も駆使。

- 大村上信五
  - 大御所俳優村上。殺陣を披露。

- 国語教師
  - 教師シリーズ第3弾。

- 葬式コント
  - 村上が戦死？おかん村上によるダンス披露。

- プロフェッショナル If or の流儀
  - 映像。縄文人村上の密着取材。

### If or…IV
概要
シリーズ第4作。
島育ち青年コージの物語。シリーズ初の1本のストーリー仕立ての作品。
コーナー
- ホストクラブ
  - 相方ジーコとの出会い。一人芝居と歌を披露。

- アイドル
  - 映像の中のジーコ、ADとのコラボレーション。

- おねえBAR
  - 肉襦袢をまとい、巨女に扮した村上の一人芝居。

- アイドルセミナー
  - 教師シリーズ第4弾。

### If or…V
概要
シリーズ第5作。
世界地図にも歴史の教科書にも載っていない掟だらけの“謎に包まれた国”を舞台に、無謀な計画に挑む青年の物語。
コーナー
- 浪速コン
  - 男女が出会うことを唯一赦される浪速コン。映像との掛け合い、ミュージカル、ゲームを展開。

- 掟山
  - 上空に吊ったカメラでライブ合成。掟山の頂上を目指す。

- お弁当屋さん
  - 恒例の教師が、ジャニーズのグループをお弁当に喩えて語る。

- 1人カーテンコール
  - 主人公・爺・姫・王様。登場人物全4役に早着替えで次々と変わりカーテンコール。

### If or…VI
概要
シリーズ第6作。
今回の主役は「おかん」。不甲斐ない夫と息子を健気に支える「おかん」の姿を、笑いあり涙ありに、そして村上ならではの世界観で描き出す。
コーナー
- おかんのアルバイト（コンパニオン）
  - スクリーン映像とあわせて、あの人気女性ユニットのヒット曲を完璧に踊る

- おかんの料理
  - 舞台上でパンケーキを焼き、息子とおとんに振る舞う

- ゆるりんピック
  - ゆるキャラ【ごくもん】の着ぐるみをかぶり競技に挑戦。

- 授業参観
  - 毎年恒例の教師シリーズ。グループ名を翻訳する語学の授業。

- ボスとの戦い、巨大ロボット
  - 最後のボスとの戦いで、家族を守るため本当の自分の姿になるおかん。それは巨大ロボットだった。

### If or…VII
概要
シリーズ第7作。
おとん（父）は実は凄腕のスパイだった。大きい任務を任されていたおとんの亡くなった理由がわからない中、仇をとるために適性試験を受けて自身もスパイとなるが…。
コーナー
- ミッションゲーム
  - 宙づりの体勢で、風船割など日替わりのゲームに挑戦。

- 情報収集
  - ピアニストに扮して、BARに潜入

- 教師
  - 恒例の教師が、ジャニーズのグループを宇宙の惑星に喩えて語る。

- 潜入・そしてカーチェイス
  - 清掃員に扮し敵のアジトに侵入。データを手に入れ、追っ手から逃れるべくカーチェイスを繰り広げる。

### If or…VIII
概要
シリーズ第8作。
ブラジルのテレビクルーに密着されている、シンゴ・ムラカミ。なんと、この度ブラジルデビューが決定したのだ！このビッグニュースに、ビッグサプライズイベントとして7人もの応援が駆けつけてきた。華々しいデビューを飾るシンゴ・ムラカミ。その恩師への敬意も忘れず、会いに行くのだが、1人、部屋に帰ればセンチメンタルな表情を見せることもあるのである。
コーナー
- キャラクターコレクション
  - 歴代のイフオアシリーズに登場した人気キャラクター達による華麗なランウェイ。

- ブラジル ソロデビュー
  - 観客の投票により、ブラジルソロデビュー楽曲を決定。

- 実演販売（ムラネット）
  - 使い方に困ってしまうような珍商品を、独自のセールストークで売り込む！

- 教師
  - 恒例の教師が、ジャニーズのグループをオーケストラの楽器に喩えて語る。今宵はどんなオーケストラが編成されるのか。

- サンバ！
  - ホテルに戻り1人くつろぐ村上。そこに急なブラジルでの仕事の依頼が。エンディングにふさわしい華やかなサンバショー。

### If or…IX
概要
シリーズ第9作。
コーナー
- イフスタグラム
  - 信五ファンのキャラクター「のぶこ」が、信五のラジオや、イフスタグラムに更新された動画（スクリーン映像）を見て自室で1人ツッコミを展開。

- イフリンカップ開会式リハ
  - とある市長が、支持率回復と次回選挙対策のため、市のゆるキャラ「タケオくん」に扮し、市の名物を紹介、さまざまな芸人ネタを披露しつつ、奮闘する。秘書の「竹中マキ子」も村上が演じる。

- エイトウォール
  - 古代の衣装を身にまとった「シンゴス」。垂直にたてられた大きな石版に、指定された言葉を、自分の体と刀や骸骨などの小道具のみで表現。成功した者のみが手にする財宝はまさかの…！

- 教師
  - おなじみのハゲヅラ+白衣で教師に扮するコーナー。ジャニーズ事務所の色々なグループを、今年は花言葉を用いて村上流の解釈を披露する。

- 信・五ジラ
  - 全身ピンクの「信・五ジラ」。対するヒーロー「ステンレスマン」と戦うのだが、ステンレスマンのあまりの弱さに葛藤、ヒーローに華を持たせようと気を遣い、攻撃にダメージを食らったかのように演じてみせるのだった。

### If or…X
概要
シリーズ第10作。
テーマは「もしも村上が戦国時代の海軍だったら？」。戦国武将・村上が、敵軍と時代をぶった斬ります！果たして、どんな結末が待ち受けているのか!?

### If or…NEO
概要
シリーズ特別編。有料無観客生配信公演
テーマは「今できることを、できる限りやってみよう」。
配信視聴チケットで村上考案のアンケートを事前に実施し、投稿した人と舞台上の村上が画面越しに掛け合うなど臨場感のある空間を作る。